# Вутирас, Ян Христофорович
Ян (Янни, Иван) Христофорович Вутирас (1914—1976) — советский оперный певец (баритон) и педагог.

## Биография
Родился 9 октября (22 октября по новому стилю) 1914 года в Трапезунде в греческой семье торговца.
В 1918 году родители, спасаясь от турецких репрессий, бежали в Советскую Россию и поселились в городе Батуми. В 1931 году юноша окончил среднюю школу и поступил в Батумский индустриальный техникум, по окончании которого (в 1934 году) в течение трёх лет работал лаборантом на ликёро-водочном заводе. Одновременно учился на вечернем отделении Батумского музыкального техникума, который окончил в 1937 году. После этого уехал в Ленинград, где поступил в консерваторию, окончив её в июне 1941 года по классу пения у заслуженного деятеля искусств РСФСР профессора Н. А. Большакова.
В сентябре 1941 года Ян Вутирас эвакуировался в Свердловск, там дебютировал в заглавной партии в опере «Евгений Онегин» на сцене Свердловского театра оперы и балета. В течение последующих лет, по 1968 год, был ведущим солистом театра; по 1972 год принимал эпизодическое участие в  его работе. Спел более 50 партий в операх русских, зарубежных и советских композиторов. Также принимал участие в операх уральских композиторов. Впервые на советской сцене исполнил заглавную партию в опере Джузеппе Верди «Симон Бокканегра» (1957). Одновременно с 1954 года певец работал по совместительству в Уральской государственной консерватории — с сентября 1968 года был штатным преподавателем по классу сольного пения; в 1973 году возглавил кафедру сольного пения.
Я. Х. Вутирас принимал участие в многочисленных концертах в Свердловской филармонии. Во время Великой Отечественной войны участвовал в шефских концертах в частях и госпиталях Советской армии.
Умер 7 сентября 1976 года в Свердловске, похоронен на Широкореченском кладбище города. В 1983 году фирма звукозаписи «Мелодия» выпустила грампластинку «Ян Вутирас, баритон».

### Семья
В Свердловском театре Вутирас встретил свою жену — Людмилу Павловну. У них родилось двое детей:
- сын Ян — стал врачом;
- дочь Елена — вышла замуж, вместе с мужем Валерием и двумя детьми — Павлом и Ольгой — в 1993 году уехали жить в Афины.
  - Внучка Ольга, как и дед, стала оперной певицей; в 2002 году вернулась жить в Екатеринбург[2].

## Награды
- В декабре 1943 года, участвуя во Всероссийском конкурсе музыкантов-исполнителей, получил первую премию. В 1947 году на смотре молодых артистов театров РСФСР также получил первую премию.
- Награждён орденом Трудового Красного Знамени (1967) и медалями, в числе которых «За доблестный труд в Великой Отечественной войне 1941-1945 гг.».
- Также был награждён Почетной грамотой Президиума Верховного Совета РСФСР (1962, в связи с 50-летием Свердловского театра оперы и балета).
- Заслуженный артист РСФСР (1954).
- Народный артист РСФСР (1958).